# Паланга (Валча)
Паланга (рум. Palanga) насеље је у Румунији у округу Валча у општини Амарашти. Oпштина се налази на надморској висини од 228 m.

## Становништво
Према подацима из 2002. године у насељу је живело 402 становника, од којих су сви румунске националности.